# Нижняя Сурниха
Нижняя Сурниха — река в Енисейском районе Красноярского края, правый приток Енисея. Длина 77 км, площадь водосборного бассейна — 600 км².
Течёт в юго-западном направлении. Впадает в Енисей, напротив деревни Никулино, на высоте 42 м, в 1741 км от устья.
По данным государственного водного реестра России относится к Енисейскому бассейновому округу.
- Код водного объекта 17010400212116100031885